# MedTech Europe
MedTech Europe ist ein europäischer Handelsverband, der die Medizintechnikindustrie von der Diagnose bis zur Heilung vertritt. Er vertritt die in Europa tätigen Hersteller von Diagnostika und Medizinprodukten. Er ist aus einer Allianz der beiden europäischen Medizintechnikverbände EDMA und Eucomed hervorgegangen, die die europäische IVD- bzw. Medizinprodukteindustrie vertreten. Er wurde mit dem Ziel gegründet, die gemeinsamen politischen Ziele beider Organisationen effektiver zu vertreten und die Interessen seiner Mitglieder und der Medizintechnikindustrie im Allgemeinen zu fördern.

## Struktur
Nach vierjähriger Zusammenarbeit stimmten EDMA und Eucomed am 30. November 2016 dafür, ihre jeweiligen europäischen Verbände aufzulösen. MedTech Europe wurde daraufhin zu einer einzigen Einheit, die den europäischen Medizintechniksektor von der Diagnose bis zur Heilung vertritt.

## Aktivitäten
MedTech Europe konzentriert sich im Allgemeinen auf fünf Politikbereiche von gemeinsamem Interesse für seine Mitgliedsverbände. Dabei handelt es sich um die Bereiche Umwelt, therapieassoziierte Infektionen (HCAI), Industriedaten, Gesundheitstechnologiebewertung (HTA) und die interne Fünf-Jahres-Industriestrategie, die darauf abzielt, "wertorientierte Innovationen" zu fördern, die es ermöglichen, "die Gesundheitssysteme nachhaltiger zu gestalten". Derzeit setzt sich der Verband bei der Überarbeitung der europäischen Richtlinien für Medizinprodukte und In-vitro-Diagnostika für die Interessen der europäischen Medizinprodukte- und In-vitro-Diagnostika-Industrie ein.

## MedTech Forum
Die Mitglieder der Allianz MedTech Europe organisieren die größte Konferenz der Gesundheits- und Medizintechnikbranche in Europa, das MedTech Forum. Die Konferenz wird von politischen Entscheidungsträgern, Wissenschaftlern, Patientenvertretern, Angehörigen der Gesundheitsberufe, Akademikern und Vertretern der weltweiten Medizintechnikbranche besucht.